# Louis-Auguste Amos
Pour les articles homonymes, voir Amos.
Louis-Auguste Amos est un architecte québécois né à Montréal le 18 août 1869 et décédé le 20 août 1948. 
Il fit ses études en génie au Collège militaire royal du Canada situé à Kingston, en Ontario et en architecture à l'Université McGill. Il fonda en 1892 un bureau d'architecte avec son collègue et ancien professeur Alfred Arthur Cox, un anglais. Après la mort de celui-ci, il s'associa avec un de ses fils. Il fut le beau-frère de l'ancien premier ministre québécois, Sir Lomer Gouin.
Son travail était grandement influencé par celui de William Adams Delano (en), un architecte américain.

## Œuvres
- Church of the Advent (1892)
- Maison Louisa A. Boyer (1907)
- Édifice de la Banque Scotia (1909)
- Eastern Townships Bank  (1910)
- Caserne 25 (Service des Incendies de la Cité de Montréal) (1913)
- Édifice Léonce Lessard (1914)
- Collège Marianopolis (1925)
- La Brasserie Dow :
  - Brassage (1925)
  - Garage (1929)
- Édifice Ernest-Cormier (1926)
- Immeuble Toronto General Trust (1948)